# Padeški Vrh
Padeški Vrh je naselje u slovenskoj Općini Zreču. Padeški Vrh se nalazi u pokrajini Štajerskoj i statističkoj regiji Savinjskoj. 

## Stanovništvo
Prema popisu stanovništva iz 2002. godine naselje je imalo 137 stanovnika.